# Ciclón Harold

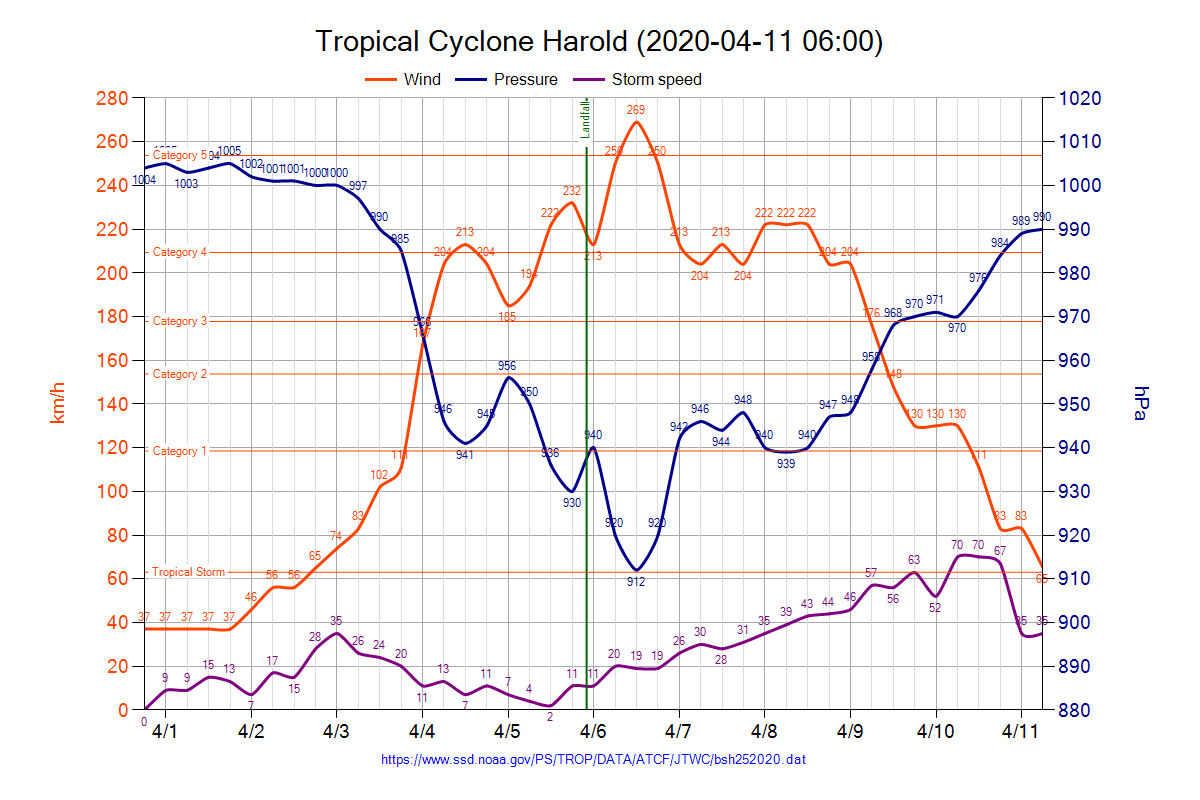

El ciclón tropical severo Harold  (designación JTWC: 12U) fue un ciclón tropical muy poderoso que causó una destrucción generalizada en las Islas Salomón, Vanuatu, Fiji y Tonga durante abril de 2020. Se observó por primera vez como un desarrollo tropical bajo dentro de un valle de baja presión durante el 1 de abril de 2020, mientras que estaba ubicado al este de Papua Nueva Guinea. Al día siguiente, el sistema se movió hacia el sudeste sobre el mar de Salomón, antes de ser clasificado como un ciclón tropical y nombrado Harold por la Oficina Australiana de Meteorología. El sistema se trasladó al área de responsabilidad del Servicio Meteorológico de Fiji el 2 de abril y comenzó a intensificarse explosivamente el 3 de abril, alcanzando el estado de ciclón equivalente de categoría 4 el 4 de abril en ambas escalas. Al día siguiente, se fortaleció aún más en un ciclón tropical severo de categoría 5, la calificación más alta en la escala australiana. Tocó tierra en Espíritu Santo el 6 de abril. Poco después, el Centro Conjunto de Advertencia de Tifones (JTWC) lo actualizó a un ciclón equivalente a la categoría 5 en la escala de huracanes de Saffir-Simpson. Mantuvo este estado durante solo seis horas antes de volver a la categoría 4.